# Turnê Anti-Herói (Ao Vivo)
Turnê Anti-Herói (Ao Vivo) (estilizado como Turnê ANTI-HERÓI (Ao Vivo)) é o primeiro álbum ao vivo do cantor brasileiro Jão, lançado em 28 de julho de 2020, através da Head Music e Universal Music. O álbum é composto por canções e performances gravadas em 2 de novembro de 2019 no Tom Brasil em São Paulo, durante sua turnê Turnê Anti-Herói.

## Antecedentes e gravação
Jão havia feito uma transmissão ao vivo para arrecadar fundos para doações, durante a quarentena. Em 9 de julho, Jão anunciou uma exibição única da Turnê Anti-Herói, que estreou em seu canal oficial no YouTube. O álbum foi gravado em 2 de novembro de 2019 no Tom Brasil, em São Paulo, e lançado em 28 de julho de 2020.

## Lista de faixas
Lista de faixas adaptadas do Apple Music.
| N.º            | Título                       | Duração |  |
| 1.             | "Triste Pra Sempre"          | 3:08    |  |
| 2.             | "Essa Eu Fiz pro Nosso Amor" | 3:31    |  |
| 3.             | "Lindo Demais"               | 3:15    |  |
| 4.             | "Me Beija com Raiva"         | 3:17    |  |
| 5.             | "A Última Noite"             | 4:14    |  |
| 6.             | "Você Vai Me Destruir"       | 3:07    |  |
| 7.             | "Ainda Te Amo"               | 3:11    |  |
| 8.             | "Louquinho"                  | 3:19    |  |
| 9.             | "Barcelona"                  | 3:36    |  |
| 10.            | "A Rua"                      | 3:11    |  |
| 11.            | "Enquanto Me Beija"          | 3:46    |  |
| 12.            | ":( (Nota de Voz 8)"         | 2:30    |  |
| 13.            | "Imaturo"                    | 2:14    |  |
| 14.            | "Fim de Festa"               | 2:52    |  |
| 15.            | "Vou Morrer Sozinho"         | 2:53    |  |
| 16.            | "VSF"                        | 5:27    |  |
| Duração total: | Duração total:               | 53:37   |  |

## Histórico de lançamento
| Região | Data                | Formato(s)                 | Gravadora            | Ref.  |
| ------ | ------------------- | -------------------------- | -------------------- | ----- |
| Mundo  | 28 de julho de 2021 | Download digital streaming | Head Music Universal | [ 5 ] |